# Mucheng Yizu Lisuzu Xiang
Mucheng Yizu Lisuzu Xiang (kinesiska: 木城, 木城彝族傈僳族乡) är en socken i Kina. Den ligger i provinsen Yunnan, i den sydvästra delen av landet, omkring 410 kilometer väster om provinshuvudstaden Kunming. Antalet invånare är 8 208. Befolkningen består av 3 751 kvinnor och 4 457 män. Barn under 15 år utgör 22,0 %, vuxna 15-64 år 69 %, och äldre över 65 år 8,0 %.
Genomsnittlig årsnederbörd är 1 454 millimeter. Den regnigaste månaden är juli, med i genomsnitt 413 mm nederbörd, och den torraste är januari, med 6 mm nederbörd.